# Raimondo Congiu
Raimondo Congiu (Oliena, 25 ottobre 1762 – Nuoro, 19 novembre 1813) è stato un poeta italiano in lingua sarda, uno dei più noti del suo tempo.
Studiò nelle Facoltà di Teologia e di Legge a Cagliari, dove scrisse Su Triunfu de sa Sardigna, un poema in ottave, dedicato alla vittoria dei sardi sulle truppe francesi, sbarcate sulla spiaggia di Quartu nel 1793.
In seguito rientrò ad Oliena e dopo qualche anno entrò nell'amministrazione baronale, diventando ufficiale di giustizia prima a Fonni poi a Nuoro.
Gran parte dei suoi versi sono andati perduti e solo pochi vennero salvati grazie all'intervento del canonico Giovanni Spano.
Tra le sue opere più importanti si ricorda Sa Passione e morte de Gesù Cristu Nostru Segnore, sacra rappresentazione della Passione di Cristo, che veniva recitata nelle chiese della Barbagia il giovedì e il venerdì Santo almeno fino al 1860.
Nel 1994 Salvatore Tola ha ripubblicato l'intera opera del poeta sardo nel volume Su Triunfu, sa Passione e altri versi.